# Here for You
"Here for You" is een single van de Noorse DJ en muziekproducent Kygo samen met de Britse zangeres Ella Henderson. De single is de vocale versie van Kygo's vorige nummer "ID". 

## Videoclip
De bijhorende videoclip kwam uit op 29 september 2015. De clip is geregisseerd door Michael Maxxis en is opgenomen in Palm Springs in Californië.

## Tracklijst
| Nr. | Titel                             | Duur |
| --- | --------------------------------- | ---- |
| 1.  | Here for You (met Ella Henderson) | 4:04 |

## Hitnoteringen

### Nederlandse Top 40
| Hitnotering: 19-09-2015 t/m 09-01-2016 | Hitnotering: 19-09-2015 t/m 09-01-2016 | Hitnotering: 19-09-2015 t/m 09-01-2016 | Hitnotering: 19-09-2015 t/m 09-01-2016 | Hitnotering: 19-09-2015 t/m 09-01-2016 | Hitnotering: 19-09-2015 t/m 09-01-2016 | Hitnotering: 19-09-2015 t/m 09-01-2016 | Hitnotering: 19-09-2015 t/m 09-01-2016 | Hitnotering: 19-09-2015 t/m 09-01-2016 | Hitnotering: 19-09-2015 t/m 09-01-2016 | Hitnotering: 19-09-2015 t/m 09-01-2016 | Hitnotering: 19-09-2015 t/m 09-01-2016 | Hitnotering: 19-09-2015 t/m 09-01-2016 | Hitnotering: 19-09-2015 t/m 09-01-2016 | Hitnotering: 19-09-2015 t/m 09-01-2016 | Hitnotering: 19-09-2015 t/m 09-01-2016 | Hitnotering: 19-09-2015 t/m 09-01-2016 | Hitnotering: 19-09-2015 t/m 09-01-2016 | Hitnotering: 19-09-2015 t/m 09-01-2016 |
| Week:                                  | 1                                      | 2                                      | 3                                      | 4                                      | 5                                      | 6                                      | 7                                      | 8                                      | 9                                      | 10                                     | 11                                     | 12                                     | 13                                     | 14                                     | 15                                     | 16                                     | 17                                     |                                        |
| -------------------------------------- | -------------------------------------- | -------------------------------------- | -------------------------------------- | -------------------------------------- | -------------------------------------- | -------------------------------------- | -------------------------------------- | -------------------------------------- | -------------------------------------- | -------------------------------------- | -------------------------------------- | -------------------------------------- | -------------------------------------- | -------------------------------------- | -------------------------------------- | -------------------------------------- | -------------------------------------- | -------------------------------------- |
| Positie:                               | 24                                     | 19                                     | 13                                     | 11                                     | 12                                     | 13                                     | 16                                     | 19                                     | 22                                     | 23                                     | 26                                     | 30                                     | 31                                     | 36                                     | 37                                     | 38                                     | 39                                     | uit                                    |

### NederlandseSingle Top 100
| Hitnotering: 12-09-2015 t/m 13-02-2016 | Hitnotering: 12-09-2015 t/m 13-02-2016 | Hitnotering: 12-09-2015 t/m 13-02-2016 | Hitnotering: 12-09-2015 t/m 13-02-2016 | Hitnotering: 12-09-2015 t/m 13-02-2016 | Hitnotering: 12-09-2015 t/m 13-02-2016 | Hitnotering: 12-09-2015 t/m 13-02-2016 | Hitnotering: 12-09-2015 t/m 13-02-2016 | Hitnotering: 12-09-2015 t/m 13-02-2016 | Hitnotering: 12-09-2015 t/m 13-02-2016 | Hitnotering: 12-09-2015 t/m 13-02-2016 | Hitnotering: 12-09-2015 t/m 13-02-2016 | Hitnotering: 12-09-2015 t/m 13-02-2016 | Hitnotering: 12-09-2015 t/m 13-02-2016 | Hitnotering: 12-09-2015 t/m 13-02-2016 | Hitnotering: 12-09-2015 t/m 13-02-2016 | Hitnotering: 12-09-2015 t/m 13-02-2016 | Hitnotering: 12-09-2015 t/m 13-02-2016 | Hitnotering: 12-09-2015 t/m 13-02-2016 | Hitnotering: 12-09-2015 t/m 13-02-2016 | Hitnotering: 12-09-2015 t/m 13-02-2016 | Hitnotering: 12-09-2015 t/m 13-02-2016 | Hitnotering: 12-09-2015 t/m 13-02-2016 | Hitnotering: 12-09-2015 t/m 13-02-2016 | Hitnotering: 12-09-2015 t/m 13-02-2016 |
| Week:                                  | 1                                      | 2                                      | 3                                      | 4                                      | 5                                      | 6                                      | 7                                      | 8                                      | 9                                      | 10                                     | 11                                     | 12                                     | 13                                     | 14                                     | 15                                     | 16                                     | 17                                     | 18                                     | 19                                     | 20                                     | 21                                     | 22                                     | 23                                     |                                        |
| -------------------------------------- | -------------------------------------- | -------------------------------------- | -------------------------------------- | -------------------------------------- | -------------------------------------- | -------------------------------------- | -------------------------------------- | -------------------------------------- | -------------------------------------- | -------------------------------------- | -------------------------------------- | -------------------------------------- | -------------------------------------- | -------------------------------------- | -------------------------------------- | -------------------------------------- | -------------------------------------- | -------------------------------------- | -------------------------------------- | -------------------------------------- | -------------------------------------- | -------------------------------------- | -------------------------------------- | -------------------------------------- |
| Positie:                               | 47                                     | 24                                     | 14                                     | 12                                     | 12                                     | 15                                     | 14                                     | 18                                     | 19                                     | 23                                     | 31                                     | 32                                     | 32                                     | 40                                     | 48                                     | 66                                     | 87                                     | 64                                     | 65                                     | 71                                     | 76                                     | 94                                     | 92                                     | uit                                    |

### 3FM Mega Top 50
| Hitnotering: 12-09-2015 t/m 16-01-2016 | Hitnotering: 12-09-2015 t/m 16-01-2016 | Hitnotering: 12-09-2015 t/m 16-01-2016 | Hitnotering: 12-09-2015 t/m 16-01-2016 | Hitnotering: 12-09-2015 t/m 16-01-2016 | Hitnotering: 12-09-2015 t/m 16-01-2016 | Hitnotering: 12-09-2015 t/m 16-01-2016 | Hitnotering: 12-09-2015 t/m 16-01-2016 | Hitnotering: 12-09-2015 t/m 16-01-2016 | Hitnotering: 12-09-2015 t/m 16-01-2016 | Hitnotering: 12-09-2015 t/m 16-01-2016 | Hitnotering: 12-09-2015 t/m 16-01-2016 | Hitnotering: 12-09-2015 t/m 16-01-2016 | Hitnotering: 12-09-2015 t/m 16-01-2016 | Hitnotering: 12-09-2015 t/m 16-01-2016 | Hitnotering: 12-09-2015 t/m 16-01-2016 | Hitnotering: 12-09-2015 t/m 16-01-2016 | Hitnotering: 12-09-2015 t/m 16-01-2016 | Hitnotering: 12-09-2015 t/m 16-01-2016 | Hitnotering: 12-09-2015 t/m 16-01-2016 | Hitnotering: 12-09-2015 t/m 16-01-2016 |
| Week:                                  | 1                                      | 2                                      | 3                                      | 4                                      | 5                                      | 6                                      | 7                                      | 8                                      | 9                                      | 10                                     | 11                                     | 12                                     | 13                                     | 14                                     | 15                                     | 16                                     | 17                                     | 18                                     | 19                                     |                                        |
| -------------------------------------- | -------------------------------------- | -------------------------------------- | -------------------------------------- | -------------------------------------- | -------------------------------------- | -------------------------------------- | -------------------------------------- | -------------------------------------- | -------------------------------------- | -------------------------------------- | -------------------------------------- | -------------------------------------- | -------------------------------------- | -------------------------------------- | -------------------------------------- | -------------------------------------- | -------------------------------------- | -------------------------------------- | -------------------------------------- | -------------------------------------- |
| Positie:                               | 50                                     | 28                                     | 13                                     | 14                                     | 11                                     | 14                                     | 14                                     | 17                                     | 20                                     | 21                                     | 18                                     | 20                                     | 25                                     | 24                                     | 26                                     | 27                                     | 37                                     | 38                                     | 50                                     | uit                                    |

## Releasedata
| Land       | Releasedatum     | Formaat        | Label |
| ---------- | ---------------- | -------------- | ----- |
| Wereldwijd | 4 september 2015 | Muziekdownload | Sony  |